# اشتورف
اشتورف (به آلمانی: Estorf) یک شهر در آلمان است که در Nienburg واقع شده‌است. اشتورف ۱٬۷۴۳ نفر جمعیت دارد.